# Gullarp
Gullarp är en bebyggelse i Eslövs kommun i Skåne län. Gullarp klassades av SCB som småort 1990 och behöll den klassningen till 2020, då bebyggelsen inte längre uppfyllde kraven för småort och den avregistrerades, men vid avgränsningen 2023 klassades den åter som småort.
Gullarp ligger i Trollenäs socken. Gullarp var kyrkby i Gullarps socken, som 1857 uppgick i Trollenäs socken. Här ligger ruinen efter Gullarps kyrka.
Ledningscentralen i Gullarp byggdes 1974.